# 費納 (加利福尼亞州)
費納（英語：Fenner）是位於美國加利福尼亞州聖貝納迪諾縣的一個非建制地區。該地的面積和人口皆未知。

## 地理
費納的座標為34°48′57″N 115°10′45″W / 34.81583°N 115.17917°W，而該地的平均海拔高度為640米（即2100英尺）。